# Pantera Negra (Editorial Maga)
Pantera Negra va ser una sèrie de còmics, obra del guionista Pedro Quesada i els dibuixants José Ortiz i Miguel Quesada, entre d'altres, i publicada per la valenciana Editorial Maga, primer com a quadern d'aventures (54 números entre 1958 i 1960) i després en el si de la seva pròpia revista (65 números, entre 1964 i 1965). Amb el seu èxit, va acabar de cimentar l'editorial, donant a més origen a sèries relacionades com a Pequeño Pantera Negra.

## Trajectòria editorial
El 1956, Editorial Maga va decidir llançar una nova sèrie per aprofitar l'èxit popular del qual llavors gaudia el personatge de Tarzan a Espanya, gràcies a les pel·lícules interpretades per Johnny Weissmuller o Lex Barker i als còmics, dels quals ja ni àvia versions autòctones com Zarpa de León (1949) i Dixon el Felino (1954), ambdues de l'editorial Ediciones Toray i Jorga Piel de Bronce (1954) de Gráficas Ricart.
Els quaderns, números 1 al 13 i 21 al 33 de la sèrie van ser encarregats a José Ortiz, qui va posar en pràctica un estil molt cuidat, però que va anar empitjorant a causa de discrepàncies salarials amb l'editorial. Ja al número 6, l'editorial va anunciar el regal d'unes tapes per enquadernar la col·lecció, a més d'afrontar la contínua petició de números endarrerits, a causa del seu extraordinari èxit.
Dels números 15 al 20 i del 35 al 54 se'n va fer càrrec Pedro Quesada. També van col·laborar a la sèrie Teresa Alzamora, Luis Bermejo i Vicente Ramos i a part dels números ordinaris, va haver-hi quatre almanacs (1957, 1958, 1959 i 1960).
El 1958, Maga va donar per finalitzades les aventures de "Pantera Negra", però va tornar a reeditar-les des del primer número, a més de donar pas a Pequeño Pantera Negra, el seu fill, qui va heretar la numeració de la col·lecció original, essent el 55 el seu primer quadern.
El 1962, Maga va llançar una revista titulada Pantera Negra i dos anys després, va tornar a reeditar el material de la sèrie original en un format menor de 15 x 21 cm.

## Argument
"Pantera Negra" comparteix grans similituds amb Tarzan, però s'afegeixen com a companys els primats Dalila, Mingo i Pinchi i sobretot la pantera Isabelita, considerada el gran atractiu comercial de la sèrie.